# 大通翠雀花
大通翠雀花（学名：Delphinium pylzowii）是毛茛科翠雀属的植物，为中国的特有植物。分布于中国大陆的甘肃、青海等地，生长于海拔2,350米至3,000米的地区，一般生于山地草坡。

## 别名
下冈哇(青海藏族)

## 变种
三果大通翠雀花（学名：Delphinium pylzowii var. trigynum）是毛茛科翠雀属大通翠雀花的变种。分布于中国大陆的四川、甘肃、青海、西藏等地，生长于海拔3,500米至4,500米的地区，多生长于高山草甸，目前尚未由人工引种栽培。